# Шекуларац, Драгослав
Драгослав Шекуларац (сербохорв. Dragoslav Šekularac по прозвищу Шеки, сербохорв. Šeki; 30 ноября 1937 или 8 ноября 1937, Штип — 5 января 2019, Белград) — югославский футболист, атакующий полузащитник, футбольный тренер.

## Карьера игрока

### Клубная
В профессиональном футболе дебютировал 6 марта 1954 году выступлениями за команду «Црвена звезда», в которой провел двенадцать сезонов, приняв участие в 153 матчах чемпионата.
Впоследствии с 1966 по 1973 год играл в составе команд «Карлсруэ», «Сент-Луис Старз», «ОФК», «Санта-Фе», «Атлетико Букараманга», «Мильонариос» и «Америка (Кали)».
Завершил профессиональную игровую карьеру в клубе «Париж», за команду которого выступал на протяжении 1975—1976 годов.

### В сборной
Дебют за национальную сборную Югославия состоялся 30 сентября 1956 года, в возрасте 19 лет, в товарищеском матче против сборной Чехословакии. В течение карьеры в национальной команде, которая длилась 7 лет, провёл в форме главной команды страны 41 матч, забив 6 голов.
В составе сборной был участником Олимпийских игр 1956 в Мельбурне, где вместе с командой завоевал «серебро», чемпионата мира 1958 в Швеции, чемпионата Европы 1960 во Франции, где вместе с командой завоевал «серебро», чемпионата мира 1962 в Чили.

### Голы за сборную
| # | Дата           | Место                                       | Соперник         | Счёт | результат | Турнир                             |
| - | -------------- | ------------------------------------------- | ---------------- | ---- | --------- | ---------------------------------- |
| 1 | 26 апреля 1959 | Санкт-Якоб Парк, Базель                     | Швейцария        | 0-2  | 1-5       | Кубок Центральной Европы 1955—1960 |
| 2 | 26 апреля 1959 | Санкт-Якоб Парк, Базель                     | Швейцария        | 0-3  | 1-5       | Кубок Центральной Европы 1955—1960 |
| 3 | 22 мая 1960    | Стадион Югославской народной армии, Белград | Португалия       | 1-0  | 5-1       | Квалификация на ЧЕ 1960            |
| 4 | 8 октября 1961 | Стадион Югославской народной армии, Белград | Республика Корея | 2-0  | 5-1       | Квалификация на ЧМ 1962            |
| 5 | 8 октября 1961 | Стадион Югославской народной армии, Белград | Республика Корея | 4-0  | 5-1       | Квалификация на ЧМ 1962            |
| 6 | 7 декабря 1961 | Национальный стадион, Джакарта              | Индонезия        | 1-3  | 1-5       | Товарищеский матч                  |

## Карьера тренера
Начал тренерскую карьеру, вернувшись к футболу после небольшого перерыва, в 1984 году возглавив тренерский штаб сборной Гватемалы.
В дальнейшем возглавлял команду «Црвена звезда».
Последним был канадский клуб «Сербиан Уайт Иглз», которым он руководил в 2006 году.

## Смерть
Умер 5 января 2019 года в Белграде.

## За пределами футбола
В 1962 г. Шекуларац стал главным героем документально-художественного музыкального фильма «Шеки снимает, берегись!» (сербохорв. Šeki snima – pazi se!, режиссёр Мариян Вайда).